# Semenkhare

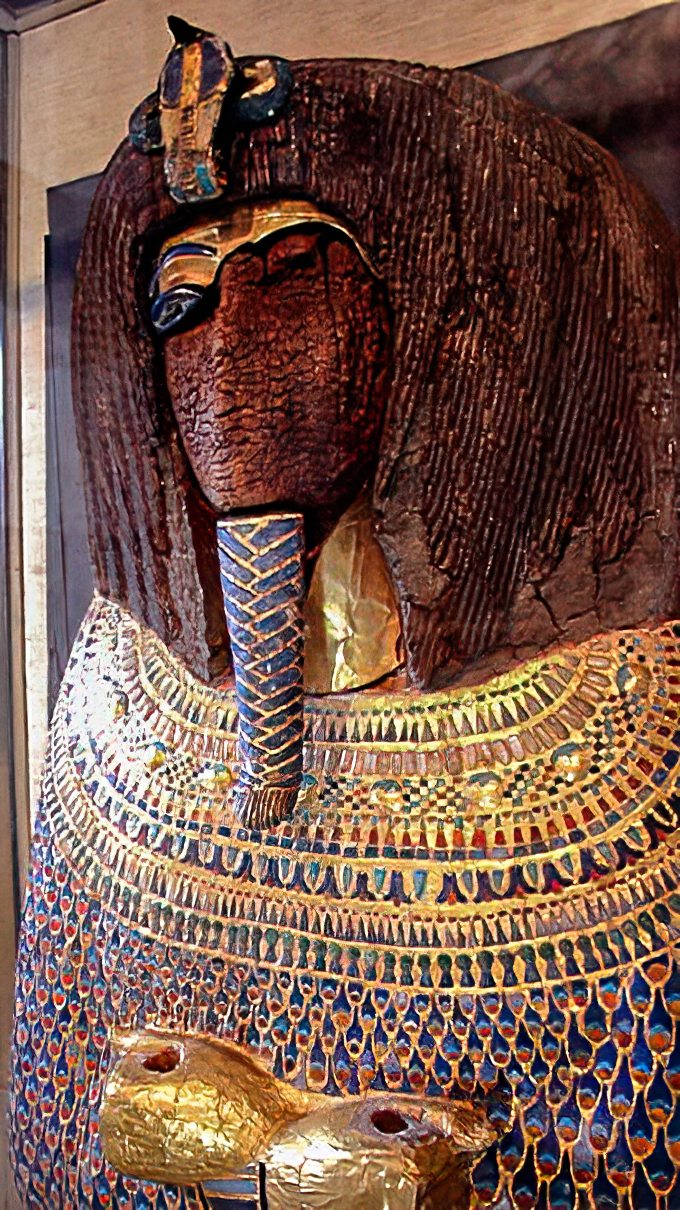
Sarcofagul devastat din mormântul KV 55

Semenkhare,al cărui nume înseamnă „Viguros este sufletul lui Ra”, a fost cel de-al unsprezecelea faraon a dinastiei XVIII, din timpul Regatului Nou. A domnit,se presupune,timp de 3 ani, din 1336 până în 1333. Numele sau de încoronare a fost Ankhkheperura Djeserkheperu, ceea ce însemna: „Adevarate sunt aparițile lui Ra”,"Cea mai sfanta dintre aparitii". A urcat pe tron,se presupune, la vârsta de 18 ani, fiind precedat de Akhenaton și de sotia sa,Nefertiti și succedat de fiul acestora, Tutankhamon .Semenkhare este cel mai misterios personaj al acestei dinastii, în privința sa făcându-se o mulțime de speculații. Tot ce se știe despre el este inca neclar. La încoronare, (din nou,se presupune) s-a căsătorit cu prințesa Meritaton, cea mai mare dintre cele șase fiice ale lui Akhenaton și Nefertiti .S-au gasit reprezentari ale cuplului regal,insa nu se stie cu certitudine daca nu reprezinta pe altcineva,deoarece numele faraonului si reginei,care erau reprezentate in cartuse,s-au pierdut.Dovezile ce atesta viata sa sunt foarte putine si nu pot constitui o relatare concreta.Nu se știe cum a murit,iar mumia sa nu a fost încă descoperită (deși se crede că se află în mormântul KV 55 din Valea Regilor).Confuzia este foarte mare in randul egiptologilor,fiecare dintre ei putand doar sa aduca teorii nesigure pe baza dovezilor gasite. Cauza principala este reprezentata de faptul ca aproape toate descrierile domniilor faraonilor care l-au succedat pe Amenhotep al-III-lea,(Akhenaton,Semenkhare,Tutankhamon si Ay) pana la cea a generalului Horemheb,au fost sterse si nu se stie exact,de ce.